# Ernst August van Hannover (1914-1987)

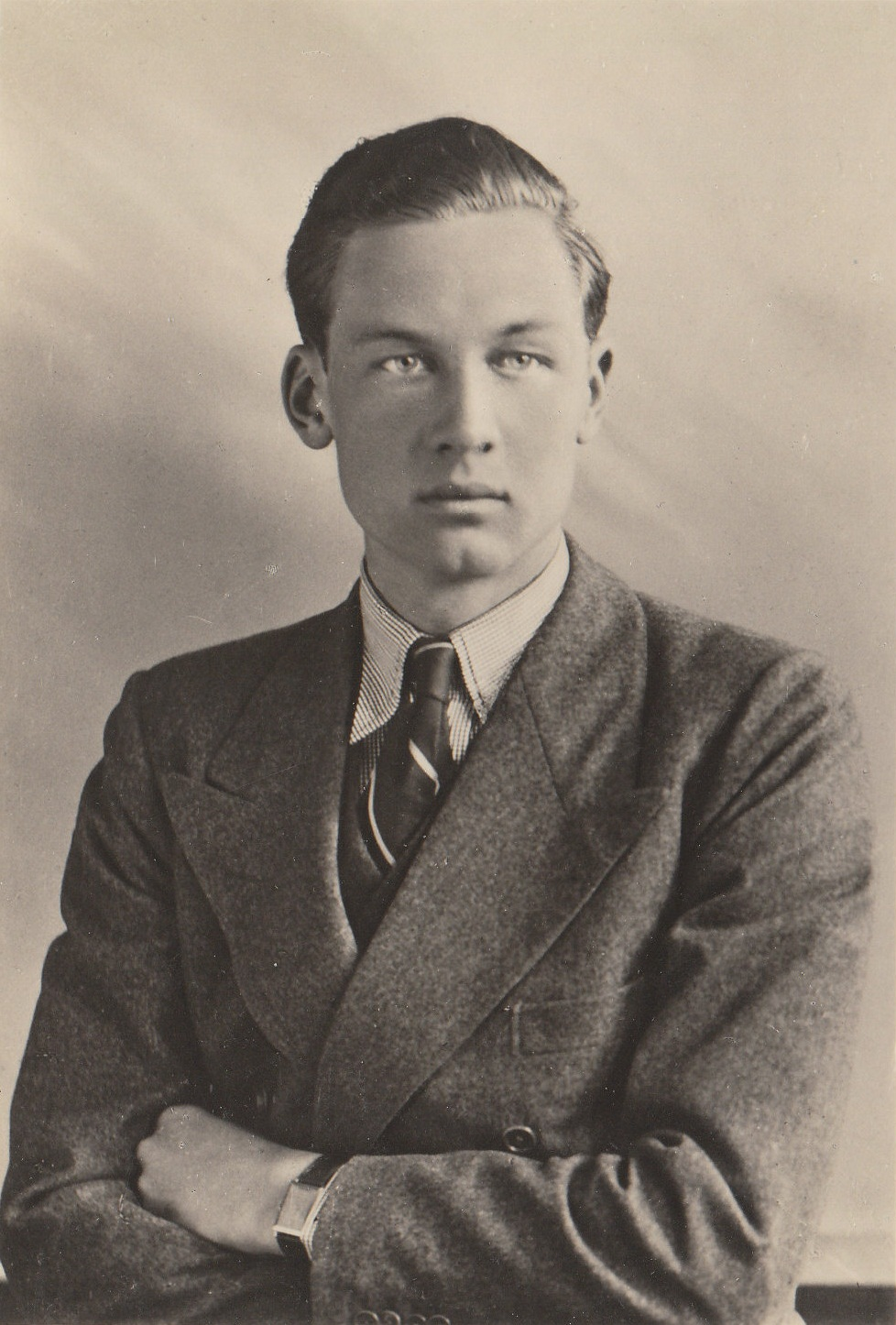
Ernst August van Hannover

Ernst August Prinz von Hannover, van Groot-Brittannië en Ierland, Hertog van Brunswijk en Lüneberg (Braunschweig, 18 maart 1914 - Hannover, 9 december 1987) was de oudste zoon van Ernst August III van Brunswijk en diens vrouw Victoria Louise, de enige dochter van de Duitse keizer Wilhelm II.

## Levensloop
Hij was een prins van Hannover en hertog van Brunswijk tot aan de revolutie van 1918 en de afschaffing van de Duitse adel in 1919. In 1917 werden hem ingevolge de Titles Deprivation Act 1917, zoals aan al zijn familieleden, de Britse titels ontnomen. 
Ernst August ging met zijn ouders en twee zusters in ballingschap in Oostenrijk. Van daaruit ging hij naar het internaat van Salem, om vervolgens rechten te studeren in Göttingen, waar hij in 1936 tot doctor in de rechten promoveerde. 
Tijdens de Tweede Wereldoorlog was hij van 1940 tot 1942 als eerste luitenant verbonden aan de staf van generaal Hoepner. Hij nam deel aan de Russische veldtocht en werd in het voorjaar van 1943 bij Charkov zwaargewond. Na de mislukte aanslag op Hitler in 1944 werd hij enige tijd geïnterneerd in de Berlijnse Gestapogevangenis van de Prinz-Albertstrasse, van waaruit hij in de laatste dagen van de oorlog kon ontsnappen.

## Na de oorlog
Met zijn familie vond hij een onderkomen in Schloss Blankenburg in de Harz, van waaruit hij in 1945 vluchtte voor het Rode Leger, en terugkeerde naar het familieslot Marienburg bij Hannover. 
Na de dood van zijn vader werd hij hoofd van het Huis Hannover.
Ernst August was getrouwd met prinses Ortrud van Sleeswijk-Holstein-Sonderburg-Glücksburg (1925-1980). Met haar kreeg hij de volgende kinderen:
- Marie van Hannover (1952)
- Ernst August (1954), getrouwd met Caroline van Monaco
- Lodewijk Rudolf (1955-1988)
- Olga (1958)
- Alexandra van Hannover (1959)
- Heinrich Julius (1961).

Ortrud von Sleswig-Holstein zette zich in om van het familiekasteel een regionaal museum te maken. Ernst-August hield zich, als voorzitter van de  Historischen Kommission für Niedersachsen, voornamelijk bezig met de streekgeschiedenis en het bevorderen van het Hannoverse patriotisme.
Na de dood van zijn eerste vrouw, hertrouwde hij in 1981 met Monika Gräfin van Solms-Laubach (1929); zij is boekhandelaar en woont op het stamslot van haar familie: Schloss Laubach.

## Kwartierstaat (voorouders)
| George V van Hannover (1819-1878) | George V van Hannover (1819-1878) | George V van Hannover (1819-1878) | George V van Hannover (1819-1878) | George V van Hannover (1819-1878)     | George V van Hannover (1819-1878)     | Marie van Saksen-Altenburg (1818-1907) | Marie van Saksen-Altenburg (1818-1907) | Marie van Saksen-Altenburg (1818-1907) | Marie van Saksen-Altenburg (1818-1907) | Marie van Saksen-Altenburg (1818-1907) | Marie van Saksen-Altenburg (1818-1907) |                                        |                                        | Christiaan IX van Denemarken (1818-1906) | Christiaan IX van Denemarken (1818-1906) | Christiaan IX van Denemarken (1818-1906) | Christiaan IX van Denemarken (1818-1906) | Christiaan IX van Denemarken (1818-1906) | Christiaan IX van Denemarken (1818-1906) | Louise van Hessen-Kassel (1817-1898) | Louise van Hessen-Kassel (1817-1898) | Louise van Hessen-Kassel (1817-1898) | Louise van Hessen-Kassel (1817-1898) | Louise van Hessen-Kassel (1817-1898) | Louise van Hessen-Kassel (1817-1898) |                                     |                                     | Frederik III van Pruisen (1831-1888) | Frederik III van Pruisen (1831-1888) | Frederik III van Pruisen (1831-1888) | Frederik III van Pruisen (1831-1888) | Frederik III van Pruisen (1831-1888) | Frederik III van Pruisen (1831-1888) | Victoria van Saksen-Coburg en Gotha (1840-1901)                | Victoria van Saksen-Coburg en Gotha (1840-1901)                | Victoria van Saksen-Coburg en Gotha (1840-1901)                | Victoria van Saksen-Coburg en Gotha (1840-1901)                | Victoria van Saksen-Coburg en Gotha (1840-1901)                | Victoria van Saksen-Coburg en Gotha (1840-1901)                |                                         |                                         | Frederik van Sleeswijk-Holstein-Sonderburg-Augustenburg (1828-1880) | Frederik van Sleeswijk-Holstein-Sonderburg-Augustenburg (1828-1880) | Frederik van Sleeswijk-Holstein-Sonderburg-Augustenburg (1828-1880)                              | Frederik van Sleeswijk-Holstein-Sonderburg-Augustenburg (1828-1880)                              | Frederik van Sleeswijk-Holstein-Sonderburg-Augustenburg (1828-1880)                              | Frederik van Sleeswijk-Holstein-Sonderburg-Augustenburg (1828-1880)                              | Adelheid van Hohenlohe-Langenburg (1835-1900)                                                    | Adelheid van Hohenlohe-Langenburg (1835-1900)                                                    | Adelheid van Hohenlohe-Langenburg (1835-1900) | Adelheid van Hohenlohe-Langenburg (1835-1900) | Adelheid van Hohenlohe-Langenburg (1835-1900) | Adelheid van Hohenlohe-Langenburg (1835-1900) |  |  |  |  |  |  |  |  |  |  |  |  |  |  |  |  |  |  |  |  |  |  |  |  |  |  |  |  |  |  |  |  |  |  |  |  |  |  |  |  |  |  |  |  |  |  |  |  |
| George V van Hannover (1819-1878) | George V van Hannover (1819-1878) | George V van Hannover (1819-1878) | George V van Hannover (1819-1878) | George V van Hannover (1819-1878)     | George V van Hannover (1819-1878)     | Marie van Saksen-Altenburg (1818-1907) | Marie van Saksen-Altenburg (1818-1907) | Marie van Saksen-Altenburg (1818-1907) | Marie van Saksen-Altenburg (1818-1907) | Marie van Saksen-Altenburg (1818-1907) | Marie van Saksen-Altenburg (1818-1907) |                                        |                                        | Christiaan IX van Denemarken (1818-1906) | Christiaan IX van Denemarken (1818-1906) | Christiaan IX van Denemarken (1818-1906) | Christiaan IX van Denemarken (1818-1906) | Christiaan IX van Denemarken (1818-1906) | Christiaan IX van Denemarken (1818-1906) | Louise van Hessen-Kassel (1817-1898) | Louise van Hessen-Kassel (1817-1898) | Louise van Hessen-Kassel (1817-1898) | Louise van Hessen-Kassel (1817-1898) | Louise van Hessen-Kassel (1817-1898) | Louise van Hessen-Kassel (1817-1898) |                                     |                                     | Frederik III van Pruisen (1831-1888) | Frederik III van Pruisen (1831-1888) | Frederik III van Pruisen (1831-1888) | Frederik III van Pruisen (1831-1888) | Frederik III van Pruisen (1831-1888) | Frederik III van Pruisen (1831-1888) | Victoria van Saksen-Coburg en Gotha (1840-1901)                | Victoria van Saksen-Coburg en Gotha (1840-1901)                | Victoria van Saksen-Coburg en Gotha (1840-1901)                | Victoria van Saksen-Coburg en Gotha (1840-1901)                | Victoria van Saksen-Coburg en Gotha (1840-1901)                | Victoria van Saksen-Coburg en Gotha (1840-1901)                |                                         |                                         | Frederik van Sleeswijk-Holstein-Sonderburg-Augustenburg (1828-1880) | Frederik van Sleeswijk-Holstein-Sonderburg-Augustenburg (1828-1880) | Frederik van Sleeswijk-Holstein-Sonderburg-Augustenburg (1828-1880)                              | Frederik van Sleeswijk-Holstein-Sonderburg-Augustenburg (1828-1880)                              | Frederik van Sleeswijk-Holstein-Sonderburg-Augustenburg (1828-1880)                              | Frederik van Sleeswijk-Holstein-Sonderburg-Augustenburg (1828-1880)                              | Adelheid van Hohenlohe-Langenburg (1835-1900)                                                    | Adelheid van Hohenlohe-Langenburg (1835-1900)                                                    | Adelheid van Hohenlohe-Langenburg (1835-1900) | Adelheid van Hohenlohe-Langenburg (1835-1900) | Adelheid van Hohenlohe-Langenburg (1835-1900) | Adelheid van Hohenlohe-Langenburg (1835-1900) |  |  |  |  |  |  |  |  |  |  |  |  |  |  |  |  |  |  |  |  |  |  |  |  |  |  |  |  |  |  |  |  |  |  |  |  |  |  |  |  |  |  |  |  |  |  |  |  |
|                                   |                                   |                                   |                                   |                                       |                                       |                                        |                                        |                                        |                                        |                                        |                                        |                                        |                                        |                                          |                                          |                                          |                                          |                                          |                                          |                                      |                                      |                                      |                                      |                                      |                                      |                                     |                                     |                                      |                                      |                                      |                                      |                                      |                                      |                                                                |                                                                |                                                                |                                                                |                                                                |                                                                |                                         |                                         |                                                                     |                                                                     |                                                                                                  |                                                                                                  |                                                                                                  |                                                                                                  |                                                                                                  |                                                                                                  |                                               |                                               |                                               |                                               |  |  |  |  |  |  |  |  |  |  |  |  |  |  |  |  |  |  |  |  |  |  |  |  |  |  |  |  |  |  |  |  |  |  |  |  |  |  |  |  |  |  |  |  |  |  |  |  |
|                                   |                                   |                                   |                                   | Ernst August van Hannover (1845-1923) | Ernst August van Hannover (1845-1923) | Ernst August van Hannover (1845-1923)  | Ernst August van Hannover (1845-1923)  | Ernst August van Hannover (1845-1923)  | Ernst August van Hannover (1845-1923)  |                                        |                                        |                                        |                                        |                                          |                                          | Thyra van Denemarken (1853-1933)         | Thyra van Denemarken (1853-1933)         | Thyra van Denemarken (1853-1933)         | Thyra van Denemarken (1853-1933)         | Thyra van Denemarken (1853-1933)     | Thyra van Denemarken (1853-1933)     |                                      |                                      |                                      |                                      |                                     |                                     |                                      |                                      |                                      |                                      | Wilhelm II van Duitsland (1859-1941) | Wilhelm II van Duitsland (1859-1941) | Wilhelm II van Duitsland (1859-1941)                           | Wilhelm II van Duitsland (1859-1941)                           | Wilhelm II van Duitsland (1859-1941)                           | Wilhelm II van Duitsland (1859-1941)                           |                                                                |                                                                |                                         |                                         |                                                                     |                                                                     | Augusta Victoria van Sleeswijk-Holstein-Sonderburg-Augustenburg (1858-1921)                      | Augusta Victoria van Sleeswijk-Holstein-Sonderburg-Augustenburg (1858-1921)                      | Augusta Victoria van Sleeswijk-Holstein-Sonderburg-Augustenburg (1858-1921)                      | Augusta Victoria van Sleeswijk-Holstein-Sonderburg-Augustenburg (1858-1921)                      | Augusta Victoria van Sleeswijk-Holstein-Sonderburg-Augustenburg (1858-1921)                      | Augusta Victoria van Sleeswijk-Holstein-Sonderburg-Augustenburg (1858-1921)                      |                                               |                                               |                                               |                                               |  |  |  |  |  |  |  |  |  |  |  |  |  |  |  |  |  |  |  |  |  |  |  |  |  |  |  |  |  |  |  |  |  |  |  |  |  |  |  |  |  |  |  |  |  |  |  |  |
|                                   |                                   |                                   |                                   | Ernst August van Hannover (1845-1923) | Ernst August van Hannover (1845-1923) | Ernst August van Hannover (1845-1923)  | Ernst August van Hannover (1845-1923)  | Ernst August van Hannover (1845-1923)  | Ernst August van Hannover (1845-1923)  |                                        |                                        |                                        |                                        |                                          |                                          | Thyra van Denemarken (1853-1933)         | Thyra van Denemarken (1853-1933)         | Thyra van Denemarken (1853-1933)         | Thyra van Denemarken (1853-1933)         | Thyra van Denemarken (1853-1933)     | Thyra van Denemarken (1853-1933)     |                                      |                                      |                                      |                                      |                                     |                                     |                                      |                                      |                                      |                                      | Wilhelm II van Duitsland (1859-1941) | Wilhelm II van Duitsland (1859-1941) | Wilhelm II van Duitsland (1859-1941)                           | Wilhelm II van Duitsland (1859-1941)                           | Wilhelm II van Duitsland (1859-1941)                           | Wilhelm II van Duitsland (1859-1941)                           |                                                                |                                                                |                                         |                                         |                                                                     |                                                                     | Augusta Victoria van Sleeswijk-Holstein-Sonderburg-Augustenburg (1858-1921)                      | Augusta Victoria van Sleeswijk-Holstein-Sonderburg-Augustenburg (1858-1921)                      | Augusta Victoria van Sleeswijk-Holstein-Sonderburg-Augustenburg (1858-1921)                      | Augusta Victoria van Sleeswijk-Holstein-Sonderburg-Augustenburg (1858-1921)                      | Augusta Victoria van Sleeswijk-Holstein-Sonderburg-Augustenburg (1858-1921)                      | Augusta Victoria van Sleeswijk-Holstein-Sonderburg-Augustenburg (1858-1921)                      |                                               |                                               |                                               |                                               |  |  |  |  |  |  |  |  |  |  |  |  |  |  |  |  |  |  |  |  |  |  |  |  |  |  |  |  |  |  |  |  |  |  |  |  |  |  |  |  |  |  |  |  |  |  |  |  |
|                                   |                                   |                                   |                                   |                                       |                                       |                                        |                                        |                                        |                                        | Ernst August van Brunswijk (1887-1953) | Ernst August van Brunswijk (1887-1953) | Ernst August van Brunswijk (1887-1953) | Ernst August van Brunswijk (1887-1953) | Ernst August van Brunswijk (1887-1953)   | Ernst August van Brunswijk (1887-1953)   |                                          |                                          |                                          |                                          |                                      |                                      |                                      |                                      |                                      |                                      |                                     |                                     |                                      |                                      |                                      |                                      |                                      |                                      |                                                                |                                                                |                                                                |                                                                | Victoria Louise van Pruisen (1892-1980)                        | Victoria Louise van Pruisen (1892-1980)                        | Victoria Louise van Pruisen (1892-1980) | Victoria Louise van Pruisen (1892-1980) | Victoria Louise van Pruisen (1892-1980)                             | Victoria Louise van Pruisen (1892-1980)                             |                                                                                                  |                                                                                                  |                                                                                                  |                                                                                                  |                                                                                                  |                                                                                                  |                                               |                                               |                                               |                                               |  |  |  |  |  |  |  |  |  |  |  |  |  |  |  |  |  |  |  |  |  |  |  |  |  |  |  |  |  |  |  |  |  |  |  |  |  |  |  |  |  |  |  |  |  |  |  |  |
|                                   |                                   |                                   |                                   |                                       |                                       |                                        |                                        |                                        |                                        | Ernst August van Brunswijk (1887-1953) | Ernst August van Brunswijk (1887-1953) | Ernst August van Brunswijk (1887-1953) | Ernst August van Brunswijk (1887-1953) | Ernst August van Brunswijk (1887-1953)   | Ernst August van Brunswijk (1887-1953)   |                                          |                                          |                                          |                                          |                                      |                                      |                                      |                                      |                                      |                                      |                                     |                                     |                                      |                                      |                                      |                                      |                                      |                                      |                                                                |                                                                |                                                                |                                                                | Victoria Louise van Pruisen (1892-1980)                        | Victoria Louise van Pruisen (1892-1980)                        | Victoria Louise van Pruisen (1892-1980) | Victoria Louise van Pruisen (1892-1980) | Victoria Louise van Pruisen (1892-1980)                             | Victoria Louise van Pruisen (1892-1980)                             |                                                                                                  |                                                                                                  |                                                                                                  |                                                                                                  |                                                                                                  |                                                                                                  |                                               |                                               |                                               |                                               |  |  |  |  |  |  |  |  |  |  |  |  |  |  |  |  |  |  |  |  |  |  |  |  |  |  |  |  |  |  |  |  |  |  |  |  |  |  |  |  |  |  |  |  |  |  |  |  |
|                                   |                                   |                                   |                                   |                                       |                                       |                                        |                                        |                                        |                                        |                                        |                                        |                                        |                                        |                                          |                                          |                                          |                                          |                                          |                                          |                                      |                                      |                                      |                                      |                                      |                                      |                                     |                                     |                                      |                                      |                                      |                                      |                                      |                                      |                                                                |                                                                |                                                                |                                                                |                                                                |                                                                |                                         |                                         |                                                                     |                                                                     |                                                                                                  |                                                                                                  |                                                                                                  |                                                                                                  |                                                                                                  |                                                                                                  |                                               |                                               |                                               |                                               |  |  |  |  |  |  |  |  |  |  |  |  |  |  |  |  |  |  |  |  |  |  |  |  |  |  |  |  |  |  |  |  |  |  |  |  |  |  |  |  |  |  |  |  |  |  |  |  |
|                                   |                                   |                                   |                                   |                                       |                                       |                                        |                                        |                                        |                                        |                                        |                                        |                                        |                                        |                                          |                                          |                                          |                                          |                                          |                                          |                                      |                                      |                                      |                                      |                                      |                                      |                                     |                                     |                                      |                                      |                                      |                                      |                                      |                                      |                                                                |                                                                |                                                                |                                                                |                                                                |                                                                |                                         |                                         |                                                                     |                                                                     |                                                                                                  |                                                                                                  |                                                                                                  |                                                                                                  |                                                                                                  |                                                                                                  |                                               |                                               |                                               |                                               |  |  |  |  |  |  |  |  |  |  |  |  |  |  |  |  |  |  |  |  |  |  |  |  |  |  |  |  |  |  |  |  |  |  |  |  |  |  |  |  |  |  |  |  |  |  |  |  |
|                                   |                                   |                                   |                                   | Ernst August van Hannover (1914-1987) | Ernst August van Hannover (1914-1987) | Ernst August van Hannover (1914-1987)  | Ernst August van Hannover (1914-1987)  | Ernst August van Hannover (1914-1987)  | Ernst August van Hannover (1914-1987)  |                                        |                                        |                                        |                                        | Georg Wilhelm von Hannover (1915-2006)   | Georg Wilhelm von Hannover (1915-2006)   | Georg Wilhelm von Hannover (1915-2006)   | Georg Wilhelm von Hannover (1915-2006)   | Georg Wilhelm von Hannover (1915-2006)   | Georg Wilhelm von Hannover (1915-2006)   |                                      |                                      |                                      |                                      | Friederike von Hannover (1917-1981)  | Friederike von Hannover (1917-1981)  | Friederike von Hannover (1917-1981) | Friederike von Hannover (1917-1981) | Friederike von Hannover (1917-1981)  | Friederike von Hannover (1917-1981)  |                                      |                                      |                                      |                                      | Christiaan Oscar Ernst August Willem Victor George (1919-1981) | Christiaan Oscar Ernst August Willem Victor George (1919-1981) | Christiaan Oscar Ernst August Willem Victor George (1919-1981) | Christiaan Oscar Ernst August Willem Victor George (1919-1981) | Christiaan Oscar Ernst August Willem Victor George (1919-1981) | Christiaan Oscar Ernst August Willem Victor George (1919-1981) |                                         |                                         |                                                                     |                                                                     | Welf Hendrik Ernst August George Christiaan Berthold Frederik Willem Louis Ferdinand (1923-1998) | Welf Hendrik Ernst August George Christiaan Berthold Frederik Willem Louis Ferdinand (1923-1998) | Welf Hendrik Ernst August George Christiaan Berthold Frederik Willem Louis Ferdinand (1923-1998) | Welf Hendrik Ernst August George Christiaan Berthold Frederik Willem Louis Ferdinand (1923-1998) | Welf Hendrik Ernst August George Christiaan Berthold Frederik Willem Louis Ferdinand (1923-1998) | Welf Hendrik Ernst August George Christiaan Berthold Frederik Willem Louis Ferdinand (1923-1998) |                                               |                                               |                                               |                                               |  |  |  |  |  |  |  |  |  |  |  |  |  |  |  |  |  |  |  |  |  |  |  |  |  |  |  |  |  |  |  |  |  |  |  |  |  |  |  |  |  |  |  |  |  |  |  |  |